# Список губернаторов Висконсина
Губерна́тор Виско́нсина (англ. Governor of Wisconsin) — глава исполнительной власти и главнокомандующий Национальной гвардией и военно-воздушными силами штата Висконсин. Губернатор обеспечивает соблюдение законов штата, имеет право созывать законодательное собрание штата, утверждать либо налагать вето на законопроекты, принятые собранием, и осуществлять помилование (кроме дел о государственной измене и отрешении от должности).
С момента присоединения штата к США в 1848 году должность губернатора штата занимали 44 человека, между сроками одного из которых — Филипа Лафоллета — были перерывы. Первый губернатор, Нельсон Дьюи, вступил в должность 7 июня 1848 года. Самый большой срок прослужил Томми Томпсон, который вступил в должность 5 января 1987 года, а в отставку ушел 1 февраля 2001 года — 14 лет и 28 дней. Самый короткий срок прослужил Артур Макартур Старший: он был губернатором всего лишь 5 дней — с 21 марта 1856 года по 25 марта 1856 года. Действующим губернатором является Тони Иверс, вступивший в должность 7 января 2019 года.

## Губернаторы
На начальном этапе после американской Революции на части местности, ныне известной как Висконсин, претендовали Вирджиния, Массачусетс и Коннектикут; однако Вирджиния отозвала свои претензии в 1784 году, Массачусетс — в 1785, а Коннектикут — в 1786 году. 13 июля 1787 года образовалась Северо-западная территория, включавшая в себя местность, ныне известную как Висконсин; Висконсин был частью территории до 1800 года. В этот период губернатором территории был Артур Сент-Клэр. В то время, когда части Северо-Западной территории присоединились к США в качестве штатов, Висконсин сначала стал частью территории Индиана (с 1800 по 1809 год), затем — частью территории Иллинойс (с 1809 по 1818 год), и наконец — территории Мичиган (с 1818 по 1836 год); подробнее см. списки губернаторов следующих штатов: Список губернаторов Индианы, Иллинойс и Мичиган.

### Губернаторы территории Висконсин
Территория Висконсин была образована 3 июля 1836 года. За время своего существования у неё было 3 территориальных губернатора, между сроками одного из которых были перерывы, а другой продолжил работу в качестве действующего губернатора после того, как территория официально прекратила существование.
| Портрет                                           | Имя и фамилия                | Дата назначения  | Покинул должность | Кем назначен            | Примечания |
| ------------------------------------------------- | ---------------------------- | ---------------- | ----------------- | ----------------------- | ---------- |
| Portrait of a well-dressed nineteenth-century man | Генри Додж 1782—1867         | 30 апреля 1836   | 13 сентября 1841  | Эндрю Джексон 1767—1845 |            |
| Portrait of a well-dressed nineteenth-century man | Джеймс Дьюейн Доти 1799—1865 | 30 сентября 1841 | 21 июня 1844      | Джон Тайлер 1790—1862   |            |
| Portrait of a well-dressed nineteenth-century man | Натаниэль Толлмедж 1795—1864 | 21 июня 1844     | 8 апреля 1845     | Джон Тайлер 1790—1862   |            |
| Portrait of a well-dressed nineteenth-century man | Генри Додж 1782—1867         | 8 апреля 1845    | 23 июня 1848      | Джеймс Полк 1795—1849   | .          |
|                                                   | Джон Кетлин 1803—1874        | 23 июня 1848     | 3 марта 1849      | нет (и. о. губернатора) | [ К 2 ]    |

### Губернаторы штата Висконсин
29 мая 1848 года Висконсин был принят в США. С тех пор у него было 45 губернаторов, между сроками одного из которых были перерывы.
Первоначально срок службы губернатора Висконсина составлял 2 года, но в 1967 году в конституцию штата были внесены изменения, увеличивающие это число до 4. В 1880-х годах Джеремайя Маклейн Раск прослужил один 3-летний срок, так как во время его первого срока конституция штата была изменена для переноса выборов с нечётных годов на чётные, и всем чиновникам было разрешено прослужить лишний год, а не служить на год меньше. Патрик Люси, избранный на выборах 1970 года был первым губернатором, прослужившим 4-летний срок. У губернаторов Висконсина нет ограничения по количеству сроков.
Конституция штата предусматривает выборы вице-губернатора; первоначально губернатор и вице-губернатор избирались по разным бюллетеням и, таким образом, не обязательно принадлежали к одной и той же политической партии. Однако с момента внесения поправок в 1967 году оба выдвигаются и избираются вместе. Сначала, если должность губернатора по какой-либо причине была незанятой, полномочия и обязанности должности «… передавали[сь] вице-губернатору». В 1979 году конституция штата была конкретизирована: в случае смерти губернатора, его ухода в отставку или смещения с должности его пост занимает вице-губернатор, но он становится действующим губернатором, если губернатор находится за пределами штата, получил импичмент, или не способен исполнять свои обязанности. Если любое из этих событий случится в то время, когда должность вице-губернатора вакантна, секретарь штата станет губернатором или временно исполняющим обязанности губернатора. Двое губернаторов умерли, находясь в должности, ещё один умер после избрания, но до занятия должности, а ещё 4 ушли в отставку.
 Демократическая партия (12) 
 Республиканская партия (30) 
 Партия вигов (1) 
 Прогрессивная партия Висконсина (2) 
| #  | Портрет                          | Губернатор | Губернатор                       | Вступил в должность    | Ушел с должности       | Вице-губернатор    | Вице-губернатор                  | Сроков |
| -- | -------------------------------- | ---------- | -------------------------------- | ---------------------- | ---------------------- | ------------------ | -------------------------------- | ------ |
| 1  |                                  |            | Нельсон Дьюи 1813—1889           | 7 июня 1848 года       | 5 января 1852 года     |                    | Джон Холмс 1809—1863             | 2      |
| 1  | Самуэль Билл 1807—1868           |            | Нельсон Дьюи 1813—1889           | 7 июня 1848 года       | 5 января 1852 года     |                    |                                  | 2      |
| 2  |                                  |            | Леонард Фаруэлл 1819—1889        | 5 января 1852 года     | 2 января 1854 года     |                    | Тимоти Бёрнс 1820—1853           | 1      |
| 3  |                                  |            | Уильям Барстоу 1813—1865         | 2 января 1854 года     | 21 марта 1856 года     |                    | Джеймс Льюис 1819—1904           | 1+1⁄3  |
| 3  | Артур Макартур Старший 1815—1896 |            | Уильям Барстоу 1813—1865         | 2 января 1854 года     | 21 марта 1856 года     |                    |                                  | 1+1⁄3  |
| 4  |                                  |            | Артур Макартур Старший 1815—1896 | 21 марта 1856 года     | 25 марта 1856 года     | должность вакантна | должность вакантна               | 1⁄3    |
| 5  |                                  |            | Коулз Бешфорд 1816—1878          | 25 марта 1856 года     | 4 января 1858 года     |                    | Артур Макартур Старший 1815—1896 | 1⁄3    |
| 6  |                                  |            | Александр Рендолл 1819—1872      | 4 января 1858 года     | 6 января 1862 года     |                    | Эразмус Кемпбелл 1811—1873       | 2      |
| 6  | Батлер Нобл 1815—1890            |            | Александр Рендолл 1819—1872      | 4 января 1858 года     | 6 января 1862 года     |                    |                                  | 2      |
| 7  |                                  |            | Луис Харви 1820—1862             | 6 января 1862 года     | 19 апреля 1862 года    |                    | Эдвард Селомон 1828—1909         | 1⁄2    |
| 8  |                                  |            | Эдвард Селомон 1828—1909         | 19 апреля 1862 года    | 4 января 1864 года     | должность вакантна | должность вакантна               | 1⁄2    |
| 9  |                                  |            | Джеймс Льюис 1819—1904           | 4 января 1864 года     | 1 января 1866 года     |                    | Уаймен Спунер 1795—1877          | 1      |
| 10 |                                  |            | Люциус Фейрчайлд 1831—1896       | 1 января 1866 года     | 1 января 1872 года     |                    | Уаймен Спунер 1795—1877          | 3      |
| 10 | Таддеус Паунд 1833—1914          |            | Люциус Фейрчайлд 1831—1896       | 1 января 1866 года     | 1 января 1872 года     |                    |                                  | 3      |
| 11 |                                  |            | Кедуоллодер Уошбёрн 1818—1882    | 1 января 1872 года     | 5 января 1874 года     |                    | Мильтон Петтит 1835—1873         | 1      |
| 12 |                                  |            | Уильям Роберт Тейлор 1820—1909   | 5 января 1874 года     | 3 января 1876 года     |                    | Чарльз Паркер 1827—1925          | 1      |
| 13 |                                  |            | Гаррисон Ладингтон 1812—1891     | 3 января 1876 года     | 7 января 1878 года     |                    | Чарльз Паркер 1827—1925          | 1      |
| 14 |                                  |            | Уильям Смит 1824—1883            | 7 января 1878 года     | 2 января 1882 года     |                    | Джеймс Бингем 1828—1885          | 2      |
| 15 |                                  |            | Джеремайя Маклейн Раск 1830—1893 | 2 января 1882 года     | 7 января 1889 года     |                    | Сэм Файфилд 1839—1915            | 3      |
| 15 | Джордж Райленд 1827—1910         |            | Джеремайя Маклейн Раск 1830—1893 | 2 января 1882 года     | 7 января 1889 года     |                    |                                  | 3      |
| 16 |                                  |            | Уильям Хоурд 1836—1918           | 7 января 1889 года     | 5 января 1891 года     |                    | Джордж Райленд 1827—1910         | 1      |
| 17 |                                  |            | Джордж Вильбур Пек 1840—1916     | 5 января 1891 года     | 7 января 1895 года     |                    | Чарльз Джонас 1840—1896          | 2      |
| 18 |                                  |            | Уильям Апхем 1841—1924           | 7 января 1895 года     | 4 января 1897 года     |                    | Эмиль Бенш 1857—1939             | 1      |
| 19 |                                  |            | Эдвард Скофилд 1842—1925         | 4 января 1897 года     | 7 января 1901 года     |                    | Эмиль Бенш 1857—1939             | 2      |
| 19 | Джесси Стоун 1836—1902           |            | Эдвард Скофилд 1842—1925         | 4 января 1897 года     | 7 января 1901 года     |                    |                                  | 2      |
| 20 |                                  |            | Роберт Лафоллет 1855—1925        | 7 января 1901 года     | 1 января 1906 года     |                    | Джесси Стоун 1836—1902           | 2+1⁄2  |
| 20 | Джеймс Девидсон 1854—1922        |            | Роберт Лафоллет 1855—1925        | 7 января 1901 года     | 1 января 1906 года     |                    |                                  | 2+1⁄2  |
| 21 |                                  |            | Джеймс Девидсон 1854—1922        | 1 января 1906 года     | 2 января 1911 года     | должность вакантна | должность вакантна               | 2+1⁄2  |
| 21 | Уильям Коннор 1864—1944          |            | Джеймс Девидсон 1854—1922        | 1 января 1906 года     | 2 января 1911 года     |                    |                                  | 2+1⁄2  |
| 21 | Джон Стрейндж 1852—1923          |            | Джеймс Девидсон 1854—1922        | 1 января 1906 года     | 2 января 1911 года     |                    |                                  | 2+1⁄2  |
| 22 |                                  |            | Френсис Макгаверн 1866—1946      | 2 января 1911 года     | 4 января 1915 года     |                    | Томас Моррис 1861—1928           | 2      |
| 23 |                                  |            | Эмануэль Филипп 1861—1925        | 4 января 1915 года     | 3 января 1921 года     |                    | Эдвард Дитмар 1873—1938          | 3      |
| 24 |                                  |            | Джон Блейн 1875—1934             | 3 января 1921 года     | 3 января 1927 года     |                    | Джордж Камингз 1849—1942         | 3      |
| 24 | Генри Хубер 1849—1942            |            | Джон Блейн 1875—1934             | 3 января 1921 года     | 3 января 1927 года     |                    |                                  | 3      |
| 25 |                                  |            | Фред Циммерман 1880—1954         | 3 января 1927 года     | 7 января 1929 года     |                    | Генри Хубер 1849—1942            | 1      |
| 26 |                                  |            | Вальтер Колер Старший 1875—1940  | 7 января 1929 года     | 5 января 1931 года     |                    | Генри Хубер 1849—1942            | 1      |
| 27 |                                  |            | Филип Лафоллет 1897—1965         | 5 января 1931 года     | 2 января 1933 года     |                    | Генри Хубер 1849—1952            | 1      |
| 28 |                                  |            | Альберт Шмедеман 1864—1946       | 2 января 1933 года     | 7 января 1935 года     |                    | Томас Мелли 1868—1936            | 1      |
| 29 |                                  |            | Филип Лафоллет 1897—1965         | 7 января 1935 года     | 2 января 1939 года     |                    | Томас Мелли 1868—1936            | 2      |
| 29 | Генри Гундерсон 1878—1940        |            | Филип Лафоллет 1897—1965         | 7 января 1935 года     | 2 января 1939 года     |                    |                                  | 2      |
| 29 | Герман Экерн 1872—1954           |            | Филип Лафоллет 1897—1965         | 7 января 1935 года     | 2 января 1939 года     |                    |                                  | 2      |
| 30 |                                  |            | Джулиус Хейль 1876—1949          | 2 января 1939 года     | 4 января 1943 года     |                    | Вальтер Гудленд 1862—1947        | 2      |
| —  |                                  |            | Орленд Лумис 1893—1942           | в должность не вступил | в должность не вступил |                    | Вальтер Гудленд 1862—1947        | —      |
| 31 |                                  |            | Вальтер Гудленд 1862—1947        | 4 января 1943 года     | 12 марта 1947 года     | должность вакантна | должность вакантна               | 2+1⁄2  |
| 31 | Оскар Реннебом 1889—1968         |            | Вальтер Гудленд 1862—1947        | 4 января 1943 года     | 12 марта 1947 года     |                    |                                  | 2+1⁄2  |
| 32 |                                  |            | Оскар Реннебом 1889—1968         | 12 марта 1947 года     | 1 января 1951 года     | должность вакантна | должность вакантна               | 1+1⁄2  |
| 32 | Джордж Смит 1912—1962            |            | Оскар Реннебом 1889—1968         | 12 марта 1947 года     | 1 января 1951 года     |                    |                                  | 1+1⁄2  |
| 33 |                                  |            | Вальтер Колер Младший 1904—1976  | 1 января 1951 года     | 7 января 1957 года     |                    | Джордж Смит 1912—1962            | 3      |
| 33 | Уоррен Ноулз 1908—1993           |            | Вальтер Колер Младший 1904—1976  | 1 января 1951 года     | 7 января 1957 года     |                    |                                  | 3      |
| 34 |                                  |            | Вернон Томсон 1905—1988          | 7 января 1957 года     | 5 января 1959 года     |                    | Уоррен Ноулз 1908—1993           | 1      |
| 35 |                                  |            | Гейлорд Нельсон 1916—2005        | 5 января 1959 года     | 7 января 1963 года     |                    | Филлео Нэш 1909—1987             | 2      |
| 35 | Уоррен Ноулз 1908—1993           |            | Гейлорд Нельсон 1916—2005        | 5 января 1959 года     | 7 января 1963 года     |                    |                                  | 2      |
| 36 |                                  |            | Джон Рейнолдс Младший 1921—2002  | 7 января 1963 года     | 4 января 1965 года     |                    | Джек Ольсон 1920—2003            | 1      |
| 37 |                                  |            | Уоррен Ноулз 1908—1993           | 4 января 1965 года     | 4 января 1971 года     |                    | Патрик Люси 1918—2014            | 3      |
| 37 | Джек Ольсон 1920—2003            |            | Уоррен Ноулз 1908—1993           | 4 января 1965 года     | 4 января 1971 года     |                    |                                  | 3      |
| 38 |                                  |            | Патрик Люси 1918—2014            | 4 января 1971 года     | 6 июля 1977 года       |                    | Мартин Шрайбер род. 1939         | 1+1⁄2  |
| 39 |                                  |            | Мартин Шрайбер род. 1939         | 6 июля 1977 года       | 3 января 1979 года     | должность вакантна | должность вакантна               | 1⁄2    |
| 40 |                                  |            | Ли Дрейфус 1926—2008             | 3 января 1979 года     | 3 января 1983 года     |                    | Рассел Ольсон 1924—2010          | 1      |
| 41 |                                  |            | Тони Эрл 1936—2023               | 3 января 1983 года     | 5 января 1987 года     |                    | Джеймс Флинн род. 1944           | 1      |
| 42 |                                  |            | Томми Томпсон род. 1941          | 5 января 1987 года     | 1 февраля 2001 года    |                    | Скотт Маккаллум род. 1950        | 3+1⁄2  |
| 43 |                                  |            | Скотт Маккаллум род. 1950        | 1 февраля 2001 года    | 6 января 2003 года     |                    | Маргарет Фэрроу 1934—2022        | 1⁄2    |
| 44 |                                  |            | Джим Дойл род. 1945              | 6 января 2003 года     | 3 января 2011 года     |                    | Барбара Лоутон род. 1951         | 2      |
| 45 |                                  |            | Скотт Уокер род. 1967            | 3 января 2011 года     | 7 января 2019 года     |                    | Ребекка Клифиш род. 1975         | 2      |
| 46 |                                  |            | Тони Иверс род. 1951             | 7 января 2019 года     | Действующий            |                    | Мандела Барнс род. 1986          | 1      |

### Другие должности губернаторов
Ниже перечислены должности губернаторов других штатов, сенаторов США и других федеральных должностей и дипломатических должностей в зарубежных странах, занимаемых когда-либо губернаторами Висконсина.
* Должности, ради которых губернатор подал в отставку.
^ Должности, с которых будущий губернатор подал в отставку для участия в губернаторских выборах.
| Имя и фамилия             | Губернаторский срок | Другие высокие должности                                                                                 | Источник |
| ------------------------- | ------------------- | --- | -------- |
| Генри Додж                | 1836—1841 1845—1848 | Сенатор США от Висконсина, Делегат в Конгресс США от территории Висконсин                                | [ 18 ]   |
| Джеймс Доти               | 1841—1844           | Делегат от территории Висконсин, член Палаты представителей США от Висконсина, губернатор территории Юта | [ 19 ]   |
| Натаниэль Толлмедж        | 1844—1845           | Сенатор США от Нью-Йорка^                                                                                | [ 20 ]   |
| Артур Макартур Старший    | 1856                | Судья суда округа Колумбия                                                                               | [ 21 ]   |
| Коулз Бешфорд             | 1856—1858           | Делегат в Конгресс США от штата Аризона                                                                  | [ 22 ]   |
| Александер Рендолл        | 1858—1862           | Посол США в Папской области; Генеральный почтмейстер США                                                 | [ 23 ]   |
| Люциус Фейрчайлд          | 1866—1872           | Посол США в Испании                                                                                      | [ 24 ]   |
| Кедоллодер Уошбёрн        | 1872—1874           | член Палаты представителей США от Висконсина                                                             | [ 25 ]   |
| Джеремайя Раск            | 1882—1889           | член Палаты представителей США от Висконсина, Министр сельского хозяйства США                            | [ 26 ]   |
| Роберт Ля Фоллетт Старший | 1901—1906           | Сенатор США от Висконсина*, член Палаты представителей США от Висконсина                                 | [ 27 ]   |
| Джон Блейн                | 1921—1927           | Сенатор США от Висконсина                                                                                | [ 28 ]   |
| Альберт Шмедеман          | 1933—1935           | Посол США в Норвегии                                                                                     | [ 29 ]   |
| Вернон Томсон             | 1957—1959           | член Палаты представителей США от Висконсина                                                             | [ 30 ]   |
| Гейлорд Нельсон           | 1959—1963           | Сенатор США от Висконсина                                                                                | [ 31 ]   |
| Джон Рейнолдс Младший     | 1963—1965           | Судья восточного округа Висконсин                                                                        | [ 32 ]   |
| Патрик Джозеф Люси        | 1971—1977           | Посол США в Мексике*                                                                                     | [ 33 ]   |
| Томми Томпсон             | 1987—2001           | Министр здравоохранения и социальных служб США*                                                          | [ 34 ]   |

## Комментарии
1. ↑  Если источники отсутствуют, предполагается, что губернатор покинул должность после назначения преемника.
2. 1 2  Когда образовался штат Висконсин, часть территории Висконсин не была в него включена. Вероятно, эта часть стала неорганизованной территорией[англ.]; однако правительство территории Висконсин продолжало работать там до тех пор, пока 3 марта 1849 года этот участок земли не был передан территории Миннесота. Генри Додж перестал быть территориальным губернатором, когда вступил в должность сенатора США от Висконсина[англ.] 23 июня 1848 года. В отсутствие губернатора Джон Кетлин[англ.], будучи секретарем территории[англ.], работал губернатором до образования территории Миннесота[12] .
3. ↑  Здесь перечислены вакансии в должности вице-губернатора, продолжавшиеся весь срок губернатора. Подробнее см. список вице-губернаторов Висконсина[англ.].
4. ↑  Неполные сроки некоторых губернаторов не следует понимать буквально; они призваны обозначить одиночные сроки, в течение которых работало по несколько губернаторов по различным обстоятельствам (отставка, уход из жизни и др.).
5. 1 2 3 4 5 6  Умер, находясь в должности.
6. 1 2 3  Первоначально Барстоу был объявлен победителем выборов 1855 года, но затем подал в отставку на фоне заявлений о том, что он выиграл обманным путём. Макартур, как вице-губернатор, проработал губернатором 5 дней, пока Верховный суд Висконсина[англ.] не объявил соперника Барстоу, Бешфорда, законным губернатором. Оставшуюся часть срока должность губернатора занимал Бешфорд, а Макартур продолжил работу на посту вице-губернатора[16].
7. 1 2 3 4  Будучи вице-губернатором, работал губернатором оставшуюся часть срока.
8. ↑  В течение первого срока Раска Конституция Висконсина[англ.] была изменена так, что выборы на все должности штата и округов начали проводиться в четные годы. Согласно переходным положениям поправки, сроки всех чиновников, которые должны были закончиться в 1884 году, включая Раска, были продлены на год.
9. ↑  Подал в отставку в пользу избрания в Сенат США.
10. ↑  Подал в отставку в пользу назначения в налоговую комиссию штата.
11. ↑  Лумис был избран на выборах 1942 года, но умер до вступления в должность. Согласно решению Верховного суда Висконсина, оставшуюся часть срока должность губернатора занимал Гудленд, переизбранный вице-губернатором на тех же выборах, что и Лумис.
12. ↑  Согласно поправке к Конституции Висконсина, внесенной в 1967 году, первый срок Люси был первым 4-летним сроком губернатора этого штата.
13. ↑  Подал в отставку в пользу должности посла США в Мексике[англ.].
14. ↑  Согласно газетным источникам того времени, Дрейфус принял присягу 3 января;[17] однако в Голубой книге Висконсина[англ.] утверждается, что он принял присягу 1 января[6].
15. ↑  Подал в отставку в пользу должности министра здравоохранения и социальных служб США.
16. ↑  Будучи вице-губернатором, работал губернатором оставшуюся часть срока.
17. ↑  Первый срок Уокера истёк[англ.] 5 января 2015 года.

### Общие примечания
- Governors Database: Wisconsin (англ.). National Governors Association. Национальная ассоциация губернаторов. Дата обращения: 8 апреля 2016.
- Barish, Lawrence S. (ed.). Wisconsin Blue Book 2009–2010 (неопр.). — Madison: Wisconsin Legislative Reference Bureau, 2009. — ISBN 978-0-9752820-3-8. Архивировано 27 мая 2010 года.